# Simon Abkarian
Simon Abkarian, né le 5 mars 1962 à Gonesse (Val-d'Oise), est un acteur, dramaturge et metteur en scène français.

## Biographie
Né en région parisienne en 1962, Simon Abkarian a des origines arméniennes. Après une enfance passée au Liban, il se rend à Los Angeles et y intègre une compagnie théâtrale arménienne dirigée par Gérald Papasian. De retour à Paris en 1985, il suit des cours d'acteurs sous l'enseignement de Robert Cordier. Puis il entre au Théâtre du Soleil d'Ariane Mnouchkine et joue, entre autres, dans L'Histoire terrible mais inachevée de Norodom Sihanouk, Roi du Cambodge d'Hélène Cixous et dans les pièces du cycle des Atrides, dont Iphigénie à Aulis d'Euripide ou encore Les Euménides d'Eschyle.
La consécration, au théâtre, vient en 2001 avec Une bête sur la Lune de Richard Kalinoski, dans une mise en scène d'Irina Brook, pièce relatant la vie d'un rescapé du génocide arménien, qui lui vaut le Molière du meilleur comédien. En 2004, au Festival international du film de Thessalonique 2004, il obtient le prix du meilleur acteur pour Prendre femme, premier volet d'une trilogie de Shlomi et Ronit Elkabetz, avec Les Sept Jours et Gett, le procès de Viviane Amsalem, trilogie dans laquelle il occupe une place importante aux côtés de Ronit Elkabetz.
Ses premiers rôles au cinéma lui sont proposés par Cédric Klapisch, qui l'engage sur les tournages de Ce qui me meut (1989), Poisson rouge (1994) et Chacun cherche son chat (1996). Les deux artistes collaborent à nouveau sur Ni pour ni contre (bien au contraire) en 2003. En évoquant cette dernière prestation, la réalisatrice Marie Pascale Osterrieth, qui le dirige en 2004 aux côtés de Michèle Bernier dans Le Démon de midi, dit de lui : « Il incarnait plutôt un salaud tout au long du ﬁlm, puis à la ﬁn, juste avant d'être tué, dans son dernier regard, on découvrait soudain une humanité, tellement de choses, qu'il en devenait bouleversant » (dossier de presse).

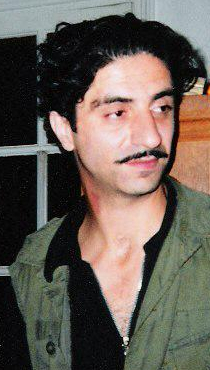
Simon Abkarian en 1997.

Son regard sombre, sa stature et plus généralement tout son physique lui permettent par ailleurs de jouer les mauvais garçons dans J'irai au paradis car l'enfer est ici (1997), les repris de justice dans Dans tes rêves (2005), les caïds dans Les Mauvais Joueurs (2005) et les méchants dans le James Bond de Martin Campbell, Casino Royale (2006).
Prenant fait et cause pour l'Arménie, Simon Abkarian manifeste son soutien à la culture de ce pays de ses aïeux en s'illustrant en 2002 dans Ararat d'Atom Egoyan et en 2005 dans Aram de Robert Kéchichian. Remarqué par Michel Deville, ce dernier lui offre l'un des rôles principaux d'Un monde presque paisible, une comédie dramatique ayant pour cadre un atelier de confection tenu par des rescapés de la Shoah dans l'immédiat après-guerre.
Son charisme lui vaut également d'incarner, tour à tour, Mehdi Ben Barka, le célèbre opposant marocain dans J'ai vu tuer Ben Barka en 2005, puis son farouche ennemi le général Oufkir dans L'Affaire Ben Barka en 2007.

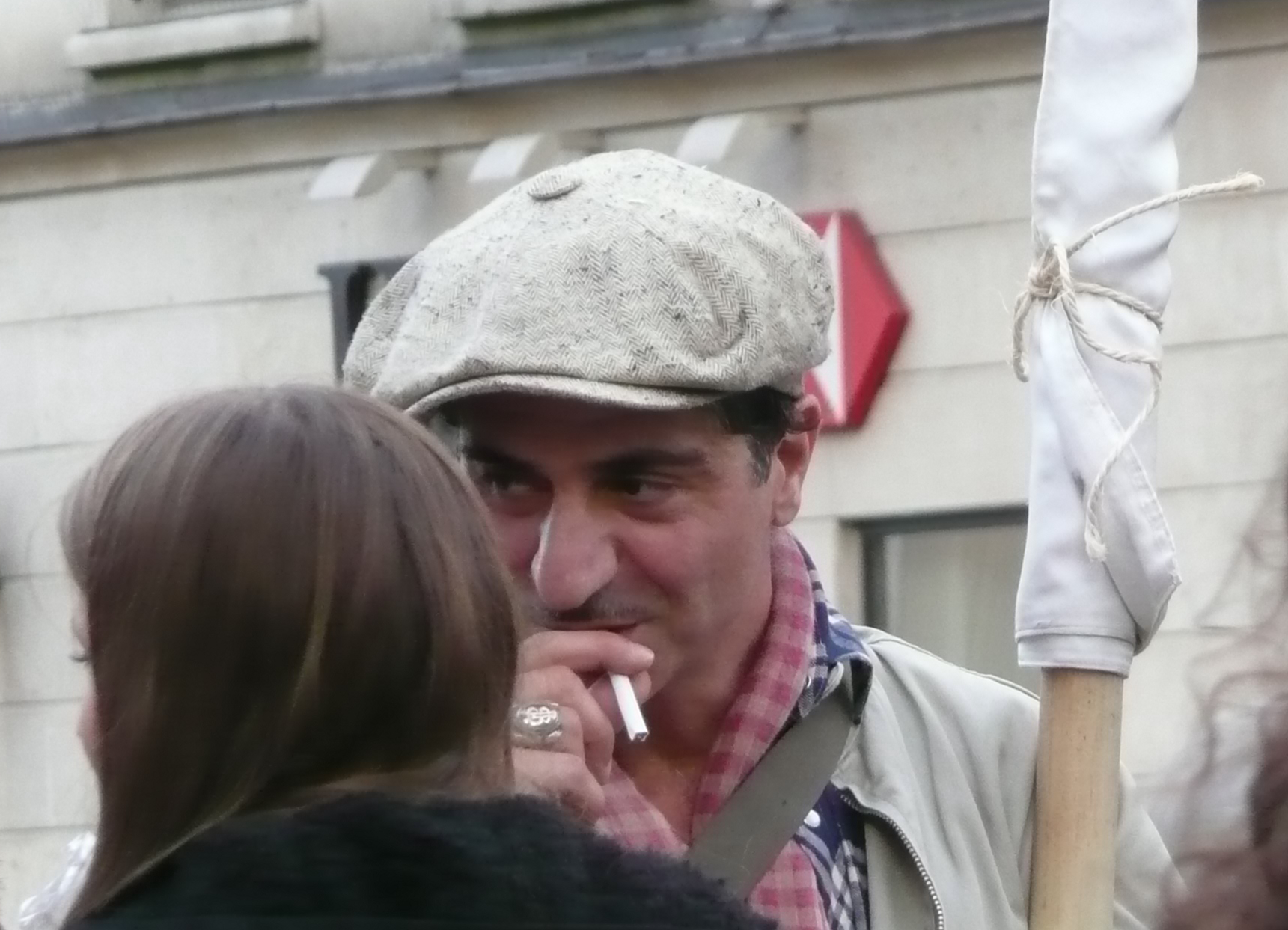
Simon Abkarian en 2010.

En 2007, il joue le personnage de Dariush Bakhshi, un consul iranien, dans plusieurs épisodes de la saison 6 de la série britannique MI-5 (Spooks).
En 2009, il incarne Nadir Zainoun, patron de boite de nuit, dans la série produite par Canal+, Pigalle, la nuit. La série, ainsi que son interprétation reçoivent un très bon accueil critique.
La même année sort L'Armée du crime, film qui retrace le parcours des Francs-tireurs et partisans - Main-d'œuvre immigrée (FTP-MOI), dans lequel il joue le rôle de leur dirigeant Missak Manouchian.En 2012, il est très remarqué pour sa prestation du colonel Ammanulah dans la série Kaboul Kitchen. La même année il participe au clip musical "On s'en fout" de Carmen Maria Vega. 
En 2016, il s'implique également dans la musique populaire et le rap en participant au clip de Nador, de Kaaris,.
En 2020, sa pièce Électre des bas-fonds remporte 3 Molières : Molière du théâtre public, le Molière de l'auteur francophone vivant et le Molière du metteur en scène d'un spectacle de théâtre public.
Il est le mari de la comédienne et metteuse en scène Catherine Schaub-Abkarian.

### Prises de position
Il signe en mai 2019, parmi 1 400 personnalités du monde de la culture, la tribune « Nous ne sommes pas dupes ! », publiée dans le journal Libération, pour soutenir le mouvement des Gilets jaunes et affirmant que « Les gilets jaunes, c'est nous ».
En octobre 2022, il adresse une tribune à Ursula von der Leyen, alors présidente de la Commission européenne, diffusée par Le Figaro. Il s'indigne du manque de réaction européenne face à l'offensive militaire de l'Azerbaïdjan en Arménie et des violences et mutilations commise par des soldats azéris durant ce conflit. Pour lui, ce silence serait lié au contrat conclu en juillet 2022 entre l'Union européenne et l'Azerbaïdjan qui prévoit de doubler les importations de gaz en direction du continent européen.

## Filmographie

### Cinéma
- 1989 : Ce qui me meut court métrage de Cédric Klapisch
- 1991 : Au fil de la vie court métrage de Charlie Sansonetti
- 1992 : Riens du tout de Cédric Klapisch : le danseur grec
- 1994 : 3000 scénarios contre un virus : Poisson rouge de Cédric Klapisch : un client
- 1994 : Histoire d'un retour de Jean-Claude Codsi : Camille
- 1996 : Chacun cherche son chat de Cédric Klapisch : Carlos
- 1997 : Tempête dans un verre d'eau d'Arnold Barkus
- 1997 : J'irai au paradis car l'enfer est ici de Xavier Durringer : Simon
- 1997 : Le Silence de Rak de Christophe Loizillon : le second consommateur
- 1999 : Lila Lili de Marie Vermillard : Simon
- 2002 : Un monde presque paisible de Michel Deville : Monsieur Albert
- 2002 : Aram de Robert Kechichian : Aram
- 2002 : Ararat d'Atom Egoyan : Arshile Gorky
- 2003 : Ni pour ni contre (bien au contraire) de Cédric Klapisch : Lecarpe
- 2003 : La Légende de Parva de Jean Cubaud : le swami (voix)
- 2003 : La Vérité sur Charlie de Jonathan Demme : le lieutenant Dessalines
- 2004 : Yes de Sally Potter : lui-même
- 2005 : Les Mâtines d'Annick Raoul : Roland
- 2005 : J'ai vu tuer Ben Barka de Serge Le Péron : Mehdi Ben Barka
- 2005 : Zaïna, cavalière de l'Atlas de Bourlem Guerdjou : Omar
- 2005 : Le Démon de midi de Marie-Pascale Osterrieth : Julien
- 2005 : Les Mauvais Joueurs de Frédéric Balekdjian : Sahak
- 2005 : Dans tes rêves de Denis Thybaud : Wilson
- 2005 : Prendre femme de Ronit Elkabetz et Shlomi Elkabetz : Eliahou
- 2006 : Casino Royale de Martin Campbell : Dimitrios (doublage VF : lui-même)
- 2006 : Le Voyage en Arménie de Robert Guédiguian : Sarkis Arabian
- 2006 : Le Serpent d'Éric Barbier : Sam
- 2007 : New Délire d'Éric Le Roch (voix)
- 2007 : La Disparue de Deauville de Sophie Marceau : Pierre
- 2007 : Persepolis de Marjane Satrapi et Vincent Paronnaud : le père de Marjane (voix)
- 2007 : Détention secrète de Gavin Hood : Said Abdel Aziz
- 2008 : Les Sept Jours de Ronit Elkabetz et Shlomi Elkabetz : Eliahou - Trilogie suite de Prendre femme
- 2008 : Petites Révélations de Marie Vermillard : lui-même
- 2008 : Un monde à nous de Frédéric Balekdjian : l'oncle de Noé (voix)
- 2008 : Khamsa de Karim Dridi : le père
- 2008 : Secret défense de Philippe Haïm : Al Barad
- 2008 : Musée haut, musée bas de Jean-Michel Ribes : Gilles Paulin
- 2008 : Le Chant des mariées de Karin Albou : Raoul
- 2009 : Rage de Sally Potter : Merlin
- 2009 : L'Armée du crime de Robert Guédiguian : Missak Manouchian
- 2010 : Tête de turc de Pascal Elbé : le veuf
- 2011 : De force de Frank Henry : Jimi Weiss
- 2012 : Zarafa de Rémi Bezançon et Jean-Christophe Lie : Hassan (voix)
- 2012 : Zero Dark Thirty de Kathryn Bigelow : Détenu
- 2013 : Les Invincibles de Frédéric Berthe : Nino Lorcy
- 2013 : La Marche de Nabil Ben Yadir : le père de Farid
- 2013 : Angélique d'Ariel Zeitoun : François Desgrez
- 2014 : Colt 45 de Fabrice Du Welz : Luc Denard
- 2014 : Pseudonym de Thierry Sebban : Monsieur
- 2014 : Le Procès de Viviane Amsalem de Ronit Elkabetz et Shlomi Elkabetz : Elisha Amsalem, le mari
- 2014 : The Cut de Fatih Akın : Krikor
- 2015 : Une histoire de fou de Robert Guédiguian : Hovannes
- 2016 : Chouf de Karim Dridi : le Libanais
- 2017 : La Mécanique de l'ombre de Thomas Kruithof : Gerfaut
- 2017 : Overdrive d'Antonio Negret : Jacomo Morier
- 2017 : Djam de Tony Gatlif : Kakourgos
- 2018 : The Sonata d'Andrew Desmond : Charles Vernais
- 2019 : Edmond d'Alexis Michalik : Ange Fleury
- 2019 : Rebelles d'Allan Mauduit : Simon Bénéké
- 2019 : Deux moi de Cédric Klapisch : l'épicier
- 2019 : L'Audition d'Ina Weisse : Philippe Bronsky
- 2019 : Les Hirondelles de Kaboul : Atiq (voix)
- 2021 : Le Chemin du bonheur de Nicolas Steil : Saül Birnbaum
- 2022 : Sans répit de Régis Blondeau : commissaire Antoine Marelli
- 2022 : Selon la police de Frédéric Videau : Tristan
- 2022 : Permis de construire d'Éric Fraticelli : Müller
- 2022 : Overdose d'Olivier Marchal : Daniel Prat
- 2024 : Le Quatrième Mur de David Oelhoffen : Marwan
- 2026 : De Gaulle d'Antonin Baudry : Charles de Gaulle

### Télévision
- 1989 : La Nuit miraculeuse d'Ariane Mnouchkine :
- 1997 : La Petite Maman de Patrice Martineau : Dan
- 2002 : Marc Eliot, série de Williams Crépin : Bastien Laroche
- 2005 : S.A.C., des hommes dans l'ombre de Thomas Vincent : Cesari
- 2005 : Gris blanc de Karim Dridi : Lak
- 2007 : L'Affaire Ben Barka de Jean-Pierre Sinapi : le général Oufkir
- 2007 : MI-5, saison 6, de Charles Beeson : Dariush Bakhshi
- 2008 : House of Saddam de Jim O'Hanlon : Oais
- 2009 : Pigalle, la nuit, série de Marc Herpoux et Hervé Hadmar : Nadir Zainoun
- 2011 : Les Beaux Mecs (série TV de 8 épisodes) de Gilles Bannier : Tony
- 2011 : Les Amants naufragés de Jean-Christophe Delpias : Milo Garavan
- 2012 : Kaboul Kitchen de Allan Mauduit et Jean-Patrick Benes : Colonel Amanullah
- 2012 : Qu'est-ce qu'on va faire de toi ? de Jean-Daniel Verhaeghe : Abraham Drucker
- 2013 : Kaboul Kitchen (saison 2) de Allan Mauduit et Jean-Patrick Benes : Colonel Amanullah
- 2015 : Malaterra de Laurent Herbiet et Jean-Xavier de Lestrade : Thomas Rotman
- 2016 : Kaboul Kitchen (saison 3) de Guillaume Nicloux et Virginie Sauveur : Colonel Amanullah
- 2019 : Ce soir-là et les jours d'après de Marion Laine : Karan
- 2020 : Romance de Hervé Hadmar : Tony
- 2021 : Basse saison de Laurent Herbiet : Anthony
- 2022 : Notre-Dame, la part du feu de Hervé Hadmar
- 2026 : Vanished de Barnaby Thompson

### Doublage

#### Cinéma

##### Films
- 1992 : Le Dernier des Mohicans : Magwa (Wes Studi)
- 1995 : Usual Suspects : Maître Kobayashi (Pete Postlethwaite)
- 1995 : Waterworld : un vagabond (Chaim Geraffi)
- 1998 : Elizabeth : Alvaro de la Quadra (James Frain)
- 1999 : Allô, la police ? : Kim Jay Darling (Eric Idle)
- 2012 : L'Odyssée de Pi : Pi, âgé (Irrfan Khan)
- 2014 : Winter Sleep : Aydin (Haluk Bilginer)

##### Films d'animation
- 2003 : La Légende de Parva

## Théâtre

### Comédien
- 1984 : Dangerous Corner de J. B. Priestley, mise en scène Gérald Papasian, Cie Ardavazt
- 1984 : Much ado about nothing de William Shakespeare, mise en scène Gérald Papasian
- 1985 : L’Histoire terrible mais inachevée de Norodom Sihanouk roi du Cambodge d'Hélène Cixous, mise en scène Ariane Mnouchkine, Théâtre du Soleil
- 1988 : L’Indiade ou l’Inde de leur rêve d'Hélène Cixous, mise en scène Ariane Mnouchkine, Théâtre du Soleil
- 1990 : Les Atrides :
- Iphigénie à Aulis d’Euripide, mise en scène Ariane Mnouchkine, Théâtre du Soleil
- Agamemnon d'Eschyle, mise en scène Ariane Mnouchkine, Théâtre du Soleil
- Les Choéphores d'Eschyle, mise en scène Ariane Mnouchkine, Théâtre du Soleil
- Les Euménides d'Eschyle, mise en scène Ariane Mnouchkine, Théâtre du Soleil
- 1993 : Le Capitaine Fracasse de Théophile Gautier, adaptation de J.-L. Bauer
- 1994 : El circo populare Poquelino d’après Molière, mise en scène Paul Golub
- 1994 : L’Histoire du soldat de Charles-Ferdinand Ramuz, musique d'Igor Stravinsky, mise en scène Antoine Campo
- 1994 : Écoute ailleurs, mise en scène Jean-Jacques Lemêtre, spectacle musical
- 1994 : Nora d'Elfriede Jelinek, mise en scène Claudia Stavisky, Théâtre national de la Colline
- 1995 : Le Songe d’une nuit d’été de William Shakespeare, mise en scène Paul Golub
- 1996 : Beast on the moon de Richard Kalinoski, mise en scène Irina Brook, anglais et français
- 1997 : Macbeth de William Shakespeare, mise en scène Paul Golub, Théâtre du Lierre
- 1998 : Une bête sur la lune de Richard Kalinoski, mise en scène Irina Brook, MC93 Bobigny
- 1998 : Je suis un phénomène de Marie-Hélène Estienne et Peter Brook à partir du livre d'Alexander Romanovich Luria, mise en scène Peter Brook, Théâtre national de Strasbourg
- 1998 : Et Vian en avant la zique de Laurent Pelly, mise en scène de l'auteur, Théâtre Paris-Villette
- 1998 : Peines d'amour perdues de William Shakespeare, mise en scène Simon Abkarian, Théâtre des Bouffes du Nord
- 1999 : Le Marchand de Venise de William Shakespeare, mise en scène Cécile Garcia-Fogel, Théâtre de la Bastille
- 2000 : L’Ultime Chant de Troie d'après Euripide, Eschyle, Sénèque et Parouir Sévak, mise en scène Simon Abkarian, MC93 Bobigny
- 2001 : Une bête sur la lune de Richard Kalinoski, mise en scène Irina Brook, Théâtre de l'Œuvre (Molière du meilleur comédien)
- 2003 : Titus Andronicus de William Shakespeare, mise en scène Simon Abkarian, Théâtre national de Chaillot
- 2004 : La Terrasse du sous-sol d’après les textes de Francis Marmande et Giacomo Leopardi, William Shakespeare, Patrick Sommier, mise en scène Patrick Sommier, MC93 Bobigny
- 2008 : Pénélope, Ô Pénélope de Simon Abkarian, mise en scène de l'auteur, Théâtre national de Chaillot
- 2008 : Le Menteur de Carlo Goldoni, mise en scène Laurent Pelly, TNT-Théâtre national de Toulouse Midi-Pyrénées
- 2009- 2010 : Le Menteur de Carlo Goldoni, mise en scène Laurent Pelly, Théâtre des Célestins puis TNT-Théâtre national de Toulouse Midi-Pyrénées
- 2010 : Le Marchand de Venise de William Shakespeare, mise en scène Cécile Garcia-Fogel, Théâtre de la Bastille
- 2013 : Ménélas rebétiko rapsodie de Simon Abkarian, mise en scène de l'auteur, Le Grand Parquet
- 2013-2016 : Le Dernier Jour du jeûne de Simon Abkarian, mise en scène de l'auteur, Théâtre du Gymnase (Marseille) puis Théâtre Nanterre-Amandiers et tournée
- 2017 : L'Envol des cigognes de Simon Abkarian, en tournée
- 2018 : L'Envol des cigognes et Le Dernier Jour du jeûne de Simon Abkarian, Théâtre du Soleil
- 2018-2019 : Un autre jour viendra d'après Mahmoud Darwich, mise en scène David Ayala, tournée
- 2019 : Électre des bas-fonds de Simon Abkarian, mise en scène de l'auteur, Théâtre du soleil
- 2020 : Le Dernier Jour du jeûne de Simon Abkarian, mise en scène de l'auteur, théâtre de Paris
- 2025 : Nos âmes se reconnaîtront-elles ? de Simon Abkarian, mise en scène de l'auteur, Théâtre Nanterre-Amandiers

### Metteur en scène
- 1998 : Peines d'amour perdues de William Shakespeare, Théâtre des Bouffes du Nord
- 2000 : L’Ultime Chant de Troie d'après Euripide, Eschyle, Sénèque et Parouir Sévak, MC93 Bobigny
- 2003 : Titus Andronicus de William Shakespeare, Théâtre national de Chaillot
- 2011 : Mata Hari : exécution de Jean Bescós, Théâtre des Bouffes du Nord
- 2011 : Chansons sans gêne, Nathalie Joly chante Yvette Guilbert de Nathaly Joly, Théâtre de la Tempête, tournée
- 2018 : Marseillons 2 de Cyril Lecomte, Théâtre de l'Odéon (Marseille)

### Metteur en scène et auteur
- 2008 : Pénélope, Ô Pénélope, Théâtre national de Chaillot
- 2013 : Ménélas rebétiko rapsodie, Le Grand Parquet
- 2014-2016 : Le Dernier Jour du jeûne, Théâtre Nanterre-Amandiers puis tournée
- 2017 : L'Envol des cigognes, troisième volet du triptyque Pénélope, Ô Pénélope, Le Dernier Jour du jeûne et L'Envol des cigognes, en tournée
- 2018 : Au-delà des ténèbres, Théâtre du soleil
- 2019 : Électre des bas-fonds, Théâtre du soleil
- 2023 : Hélène après la chute, Théâtre de l'Athénée Louis-Jouvet
- 2025 : Nos âmes se reconnaîtront-elles ?, Théâtre Nanterre-Amandiers

## Distinctions

### Décoration
- Commandeur de l'ordre des Arts et des Lettres (2021)[12]

### Récompenses
- Molières 2001 : Molière du comédien pour Une bête sur la lune
- Trophées francophones du cinéma 2016 : Trophée francophone du second rôle masculin pour Une histoire de fou
- Molières 2020 :
  - Molière du théâtre public pour Électre des bas-fonds
  - Molière de l'auteur francophone vivant
  - Molière du metteur en scène d'un spectacle de théâtre public

### Nominations
- Molières 2020 : Molière du comédien dans un spectacle de théâtre public pour Electre des bas-fonds
- Molières 2025 : Molière de l'auteur francophone vivant pour Hélène après la chute

## Publications
- 2009 : Pénélope, Ô Pénélope, Actes Sud-Papiers
- 2012 : Ménélas rapsodie, Actes Sud-Papiers
- 2014 : Le Dernier Jour du jeûne, Actes Sud-Papiers
- 2017 : L’Envol des cigognes, Actes Sud-Papiers
- 2019 : Électre des bas-fonds, Actes Sud-Papiers